# Villy-le-Pelloux
Villy-le-Pelloux è un comune francese di 637 abitanti situato nel dipartimento dell'Alta Savoia della regione dell'Alvernia-Rodano-Alpi.

## Società

### Evoluzione demografica
Abitanti censiti